# Satrapodes mina
Satrapodes mina är en fjärilsart som beskrevs av William Schaus 1894. Satrapodes mina ingår i släktet Satrapodes och familjen nattflyn. Inga underarter finns listade.